# محمدحسین میرزا یمین‌السلطان
محمدحسین میرزا یمین‌السلطان شاهزاده قاجار بود.
او پسر محسن میرزا و نوه عبدالله میرزا (پسر یازدهم فتحعلی‌شاه) بود. محسن میرزا سال‌ها شغل و لقب میرآخور  (رئیس اصطبل سلطنتی) داشت. در سال ۱۲۸۸ قمری به تقاضای محسن میرزا، ناصرالدین‌شاه این شغل و لقب را به محمدحسین میرزا منتقل کرد.   محمدحسین میرزا و مهدی‌قلی‌خان مجدالدوله در احراز مشاغل و القاب رقیب یکدیگر بودند و چندبار شغل و لقب یکدیگر را تصاحب کردند. در سال ۱۳۰۱ قمری، محمدحسین میرزا برای بار دوم به جای مجدالدوله رئیس اصطبل سلطنتی شد. هرچند در سال ۱۳۱۰ قمری بار دیگر از این سمت عزل شد و مجدالدوله به جای او منصوب گردید. در سال ۱۳۱۴ قمری لقب یمین‌السلطان دریافت کرد. در سال ۱۳۱۵ قمری ایلخانی (رئیس ایل) قاجار شد و در همان سال منصب صاحب جمع گرفت. در سال ۱۳۲۳ قمری به جای سالارالسلطنه پسر ناصرالدین‌شاه حاکم همدان شد و تا آغاز دوره مشروطه در این منصب باقی ماند.
محمدحسین میرزا پس از پدرش محسن میرزا ناظر موقوفات عبدالله میرزا شامل مسجد جامع زنجان بود. پس از او، نظارت موقوفات به پسرش عبدالله میرزا سردار حشمت (مقبل‌السلطنه) منتقل شد.
محمدحسین میرزا با دختر ملک قاسم میرزا (پسر بیست و چهارم فتحعلی‌شاه) ازدواج کرد و صاحب چند فرزند شد.